# Giorgio Barbana
Giorgio Barbana (Terzo di Aquileia, 6 dicembre 1949 – Udine, 17 luglio 2015) è stato un calciatore italiano, di ruolo attaccante.

## Carriera
Conta 107 presenze in Serie B: 81 (con 14 reti) con il Palermo e 26 (con 3 reti) con il Pisa.

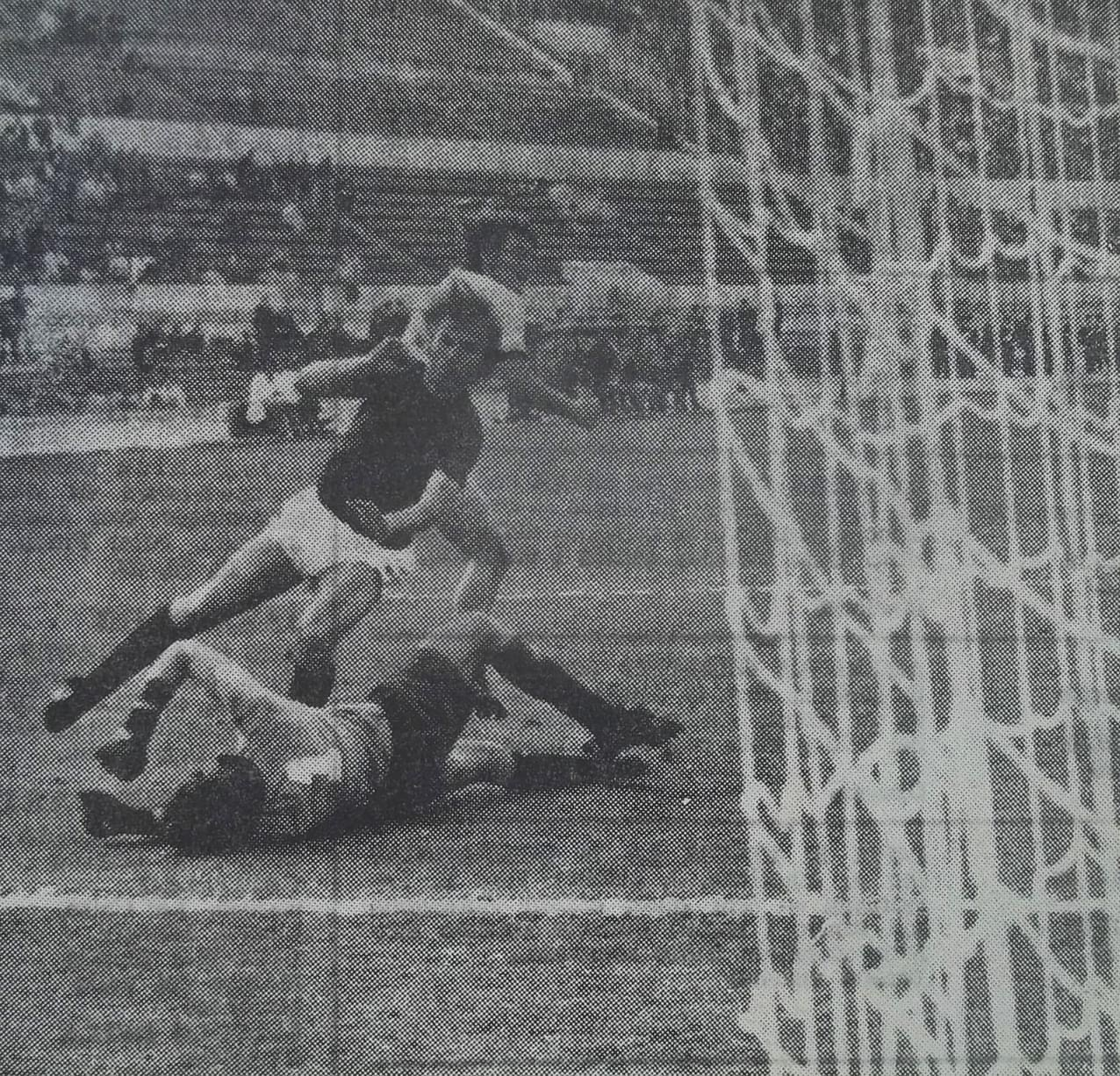
Barbana durante la finale di Coppa Italia 1973-1974.

Ha disputato la finale di Coppa Italia 1973-1974 difendendo i colori rosanero nella sconfitta ai tiri di rigore contro il Bologna.
Nel campionato di Serie B 1973-1974, nella partita del 4 novembre Palermo-Brindisi, all'89' viene colpito a gioco fermo da ginocchiata del portiere pugliese Rosario Di Vincenzo; ne conseguì un'invasione di campo, sul risultato di 1-0 in favore del Palermo grazie allo stesso Barbana, con la sconfitta a tavolino per 0-2 a favore dei pugliesi.
Muore nel 2015 a 65 anni per un infarto.

## Palmarès

### Competizioni nazionali
- Campionato italiano Serie D: 1

Grosseto: 1972-1973 (girone E)
- Coppa Italia Semiprofessionisti: 1

Arezzo: 1980-1981